# Sergio Ottolina
Sergio Ottolina  (né le 23 novembre 1942 à Lentate sul Seveso et mort dans la même ville le 28 avril 2023,) est un athlète italien, spécialiste des épreuves de sprint.

## Biographie
Sergio Ottolina se classe troisième du 200 mètres lors des Championnats d'Europe 1962, à Belgrade, derrière le Suédois Ove Jonsson et le Polonais Marian Foik. Vainqueur à deux reprises des Championnats d'Italie d'athlétisme, sur 100 m, en 1963 et 1964, il termine huitième du 200 m des Jeux olympiques de 1964.
Le 21 juin 1964 à Sarrebruck, Sergio Ottolina établit un nouveau record d'Europe du 200 m en 20 s 4, améliorant d'un dixième de seconde l'ancienne meilleure performance européenne détenue par son compatriote Livio Berruti depuis la saison 1960.

### Palmarès
| Date | Compétition             | Lieu     | Résultat | Épreuve       |
| ---- | ----------------------- | -------- | -------- | ------------- |
| 1962 | Championnats d'Europe   | Belgrade | 3e       | 200 m         |
| 1963 | Jeux méditerranéens     | Naples   | 3e       | 200 m         |
| 1963 | Jeux méditerranéens     | Naples   | 1er      | 4 × 100 m     |
| 1964 | Jeux olympiques         | Tokyo    | 8e       | 200 m         |
| 1964 | Jeux olympiques         | Tokyo    | 7e       | 4 × 100 m     |
| 1966 | Jeux européens en salle | Dortmund | 2e       | Relais medley |
| 1967 | Jeux méditerranéens     | Tunis    | 1er      | 4 × 400 m     |
| 1968 | Jeux olympiques         | Mexico   | 7e       | 4 × 100 m     |
| 1968 | Jeux olympiques         | Mexico   | 7e       | 4 × 400 m     |

### Records
| Épreuve | Performance | Lieu       | Date         |
| ------- | ----------- | ---------- | ------------ |
| 100 m   | 10 s 3      | Milan      | 10 juin 1962 |
| 200 m   | 20 s 4      | Sarrebruck | 21 juin 1964 |